# Jeff Bower
Jeffrey "Jeff" Bower, (Hollidaysburg, Pensilvania; 26 de abril de 1961) es un entrenador y ejecutivo de baloncesto estadounidense. Desde 2019 es el vicepresidente de operaciones de baloncesto de los Phoenix Suns.

## Trayectoria
- Penn State N. Lions (1983-1986), (Assit.)
- Marist (1986-1995), (Assit.)
- Charlotte Hornets (1999-2000), (Assit.)
- New Orleans Hornets (2003-2004), (Assit.)
- New Orleans Hornets (2009-2010)
- Marist (2013-2014)

## Vida personal
Bower y su esposa Lisa tienen una hija Lindsey que nació en 2003. De joven estudió historia del arte y educación en la Universidad Saint Francis en Pensilvania.